# ベトナム海兵大隊戦記
『ベトナム海兵大隊戦記』（ベトナムかいへいだいたいせんき）は日本テレビ放送網で1965年5月に『ノンフィクション劇場』（第2期。東京ガス一社提供）で当初3回シリーズで放送される予定だったのが、第1話のみの放送で打ち切られたドキュメンタリー（お蔵入り作品）である。

## 概要
同作品は日本テレビ報道部プロデューサーの牛山純一が、自ら同年2月から3月にかけた約50日にわたり、ベトナム戦争の最も激戦の時期に当たっていたころのベトナム共和国（南ベトナム）政府軍に密着して取材した。
ところが、南ベトナム軍兵士によりスパイの疑いで逮捕された子供らの生首を吊り下げて連行する様子を撮影したシーンが、日本国政府からあまりにも残酷すぎるという理由でクレームをつけてしまったことに加えて、アメリカ合衆国と南ベトナムのそれぞれの在日大使館からも「事実に反する」として、日本テレビの「局の自主判断」という理由で、すでに放送する前提で編集が終了し翌週から予定されていた第2・3話の放送が急遽休止され、それ以後も放送されなくなってしまった（お蔵入り）。このことで、牛山は「テレビ報道の誇りを自ら放棄するものでしかない」と、報道の自由の在り方自体への疑念と不満を強く訴えることになった。
しかしその反面、放送後日本テレビには「戦争の悲惨さ・醜さがよく分かった」といった好意的な電話や投書も多数寄せられていた。

## スタッフ
- ナレーター：鈴木瑞穂
- 劇中歌作曲：山本直純
- ディレクター・構成・取材：牛山純一
- その他取材：佐々木久雄、森正博
- カメラ撮影：木村明、石川文洋